# 東龍一
東 龍一（あずま りゅういち、8月21日 - ）は、日本の男性声優。劇団あかぺら倶楽部とアーツビジョンに所属。愛知県出身。

## 略歴
勝田声優学院15期生。

## 人物
趣味・特技はMTB。
方言は名古屋弁。

## 出演

### テレビアニメ
2007年
- 精霊の守り人（兵士、挑戦者）
- ぷるるんっ!しずくちゃん（おかしの兵隊）

2008年
- クレヨンしんちゃん（2008年 - 2022年、夫、男性B、鈴木けんすけ〈代役〉、テレビの声C、テレビの声B 他）
- ソウルイーター（生徒）
- 忍たま乱太郎（2008年 - 2025年、竹谷八左ヱ門、町人）
- 薬師寺涼子の怪奇事件簿（若者B、報道関係者A）

2009年
- DARKER THAN BLACK -流星の双子-（空港スタッフ）
- 東のエデン（AKX20000）

2010年
- スティッチ! 〜ずっと最高のトモダチ〜（男子生徒、部員B）

2011年
- SHIN-MEN（男性）

2016年
- 甲鉄城のカバネリ（歩荷）

2020年
- 名探偵コナン（2020年 - 2023年、吉川剛三〈野だいこ〉、一ノ瀬薫）

### 劇場アニメ
- クレヨンしんちゃん ちょー嵐を呼ぶ 金矛の勇者（2008年、新入社員）
- クレヨンしんちゃん オタケベ!カスカベ野生王国（2009年、SKBEボーイズ）
- テイルズ オブ ヴェスペリア 〜The First Strike〜（2009年、イワン）
- 東のエデン 劇場版I The King of Eden（2009年、新入社員・黒服達）
- クレヨンしんちゃん 超時空!嵐を呼ぶオラの花嫁（2010年、警備員）
- 名探偵コナン 純黒の悪夢（2016年、キャスト）
- 甲鉄城のカバネリ 海門決戦（2019年、カンロ、歩荷）
- 劇場版 忍たま乱太郎 ドクタケ忍者隊最強の軍師（2024年、竹谷八左ヱ門[5]）

### ドラマCD
- 忍たま乱太郎シリーズ（竹谷八左ヱ門）
  - 忍たま乱太郎 ドラマCD 三の段
  - 忍たま乱太郎 ドラマCD 生物委員会の段
  - 忍たま乱太郎 ドラマCD 五年生の段
  - 忍たま乱太郎 ドラマCD ろ組の段〜中巻〜

### 吹き替え
- カイルXY

### 舞台
- 家路（川瀬弘幸）
- 罠（ダニエル）